# 尼古拉·格鲁尼茨基
尼古拉·格鲁尼茨基（Nicolas Grunitzky，1913年4月5日—1969年9月27日），多哥政治家，首任总理（1956年－1958年）和第二任总统（1963年－1967年）。

## 生平
格鲁尼茨基出生于阿塔帕梅，父亲是德国人，母亲是多哥人。在巴黎的法国公共工程学院读土木工程学。二战期间，多哥处于法国統治下，他创建多哥进步党（PTP），参与民族独立运动。
1956年，8月东部多哥成为法兰西共同体内的“自治共和国”，格鲁尼茨基就任自治政府首任总理。1958年选举中失利辞职，其后因政治迫害而流亡国外。
1963年1月13日多哥发生军事政变，斯尔法纳斯·奥林匹欧总统被杀，格鲁尼茨基回国上台继任总统。1967年1月13日，武装部队参谋长纳辛贝·埃亚德马发动军事政变推翻格鲁尼茨基政府，格鲁尼茨基逃离多哥。1969年，在科特迪瓦的一次车祸中受伤，赴法国巴黎治疗期间因并发症身亡。

## 外部連結
| 官衔                     | 官衔                              | 官衔                       |
| ------------------------ | --------------------------------- | -------------------------- |
| 前任： （創設）          | 多哥自治政府总理 首任：1956－1958 | 繼任： 斯尔法纳斯·奥林匹欧 |
| 前任： 埃马纽埃尔·博乔勒 | 多哥共和国总统 第2任：1963－1967  | 繼任： 克莱贝尔·达乔       |